# Provincia di Cuanza Sud
La provincia di Cuanza Sud (ufficialmente Cuanza Sul, in portoghese) è una delle 18 province dell'Angola ed il capoluogo della provincia è Sumbe. Ha una superficie di 55.660 km² ed una popolazione di 1.881.873 (2014).

## Geografia fisica
La provincia è situata nella parte centrale del paese a sud del corso del fiume Cuanza, si affaccia sull'Oceano Atlantico e confina a nord con le province di Bengo, Cuanza Norte e Malanje, a est con le province di Malanje, Bié e Huambo e a sud con quelle di Huambo e Benguela

## Geografia antropica
La Provincia di Cuanza Sud è suddivisa in 12 municipi e 36 comuni.

### Municipi
- Amboim, Cela, Ebo, Kassongue, Kibala, Kilenda, Konda, Libolo, Mussende, Porto Amboim, Seles, Sumbe.

### Comuni
- Assango, Botera, Dumbi, Ebo, Gabela, Gangula, Kabuta, Kalulo, Kapolo, Kariango, Kassanje, Kassongue, Kibala, Kienha, Kikombo, Kilenda, Kissanga Kungo, Kissongo, Konda, Kungo e Sanga, Kunjo, Munenga, Mussende, Ndala Kachibo, Pambangala, Quissanga, Sanga, São Lucas, Ucu – Seles, Waco Cungo, Sumbe, Porto Amboim, Quipaze, Atome, Quirimbo, Ambovia.